# Judogi

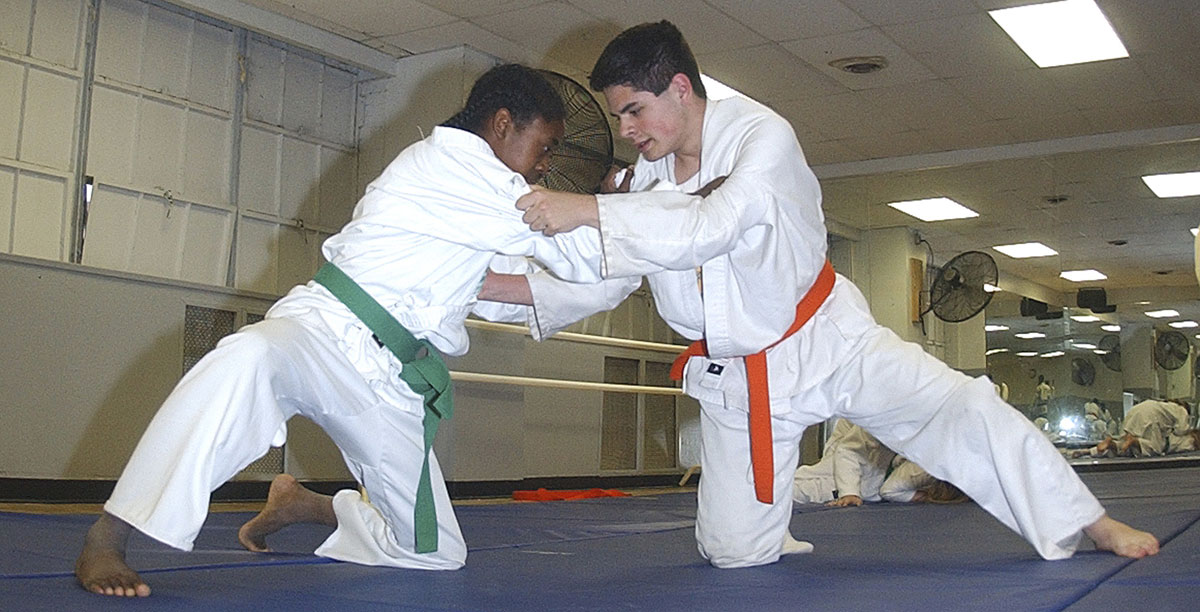
Dois judocas estão usando judogi

O judogi (柔道 着 ou 柔道 衣, "uniforme de prática do caminho suave", variação de dōgi', 道着) é termo japonês do uniforme tradicional e exclusivo usado no treino/prática e competição de judô, com algumas semelhanças com o uniforme karate-gi (空手着 ou 空手衣, derivação do japonês keikogi), pois compartilha uma origem comum. O educador japonês Jigoro Kano constituiu a principal vestimenta de prática do judô, por volta do século XX derivou este uniforme do kimono (着: "roupa") e outras peças de vestuário japonesas, como tal, o judogi foi o primeiro uniforme moderno de treinamento de artes marciais. 
Ao longo dos anos, as mangas e calças foram alongadas, o material e o ajuste mudaram, o tradicional algodão cru agora é um branco branqueado e o judogi na cor azul tornou-se disponível; no entanto, o uniforme ainda está semelhante ao usado há 100 anos atrás. Outras artes marciais, notadamente o karatê, adotaram mais tarde o estilo de uniforme de treinamento que é usado no judô.
O judogi é confeccionado normalmente em algodão com tecido trançado, sendo formado por três partes: o casaco chamado wagi, a calça chamada de shitabaki/zubon e, a faixa de graduação chamada obi.
O casaco é composto por: eri (lapela); sode (manga); sode-guchi (abertura da manga), e; shita (parte inferior).